# Bayraktutan, Iğdır
Bayraktutan là một xã thuộc thành phố Iğdır, tỉnh Iğdır, Thổ Nhĩ Kỳ. Dân số thời điểm năm 2011 là 756 người.